# Neuville-en-Avesnois
Neuville-en-Avesnois é uma comuna francesa na região administrativa de Altos da França, no departamento do Norte. Estende-se por uma área de 3.17 km². Em 2010 a comuna tinha 311 habitantes (densidade: 98,1 hab./km²).